# V-Rally 4
V-Rally 4 est un jeu vidéo de course de rallye développé par Kylotonn et édité par Bigben Interactive, sorti en 2018 sur Windows, Nintendo Switch, PlayStation 4 et Xbox One.

## Contenu

### Véhicules
Voici la liste des quelques voitures présentes (non exhaustive) :
Catégorie rallye
- Citroën DS3 R3
- Citroën DS3 R5
- Citroën DS3 WRC
- Citroën Xsara Kit-Car
- Lancia Fulvia 1600 HF
- Lancia Stratos HF
- Lancia Delta Evoluzione
- Lancia Delta S4
- Lancia 037
- Mini Cooper S Rally
- Mini John Cooper Works Rally
- Alpine A110
- Renault 5 Turbo
- Renault Clio 16 S
- Renault Mégane Maxi
- Skoda Fabia R5

Catégorie V-rallycross
- Honda Civic Turbo